# Bautastein von Husabø
Der Bautastein von Husabø steht auf der zu Stavanger gehörenden Insel Hundvåg im Fylke Rogaland in Norwegen. Der Menhir befindet sich in einem privaten Garten und ist von der Straße Stavangerfjords Vei aus schwer zu erkennen. Der Bautastein war in zwei Hälften gespalten worden, die als Zaunpfähle verwendet wurden. Die Teile wurden zusammengeklebt und der Stein wieder aufgerichtet. In beiden Hälften ist noch ein Loch.
Der Menhir hat einen quadratischen Querschnitt von 40 × 40 cm und ist etwa 3,0 Meter hoch. Er endet in einer scharfen Spitze. Der Stein ist ein wenig S-förmig gebogen. 
In der Nähe befindet sich der Runenstein der Mariakirken, der im Arkeologisk museum von Stavanger ausgestellt ist.